# HD 102117
HD 102117 (Uklun) – gwiazda w gwiazdozbiorze Centaura, odległa o 129 lat świetlnych od Słońca. W 2005 roku odkryto krążącą wokół niej planetę HD 102117 b (Leklsullun).
Jest to żółty karzeł, gwiazda typu widmowego G6 o masie podobnej do Słońca, ale starsza od niego.

## Nazwa
Gwiazda ma nazwę własną Uklun, co oznacza „my” w języku pitkarnyjskim. Nazwa została wyłoniona w konkursie zorganizowanym w 2019 roku przez Międzynarodową Unię Astronomiczną w ramach stulecia istnienia organizacji. Uczestnicy z Wysp Pitcairn mogli wybrać nazwę dla tej planety. Spośród nadesłanych propozycji zwyciężyła nazwa Uklun dla gwiazdy i Leklsullun dla planety.